# Дерри Сити

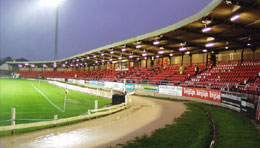
Домашний стадион клуба «Брэндивелл»

«Де́рри Си́ти» (ирл. Cumann Peile Chathair Dhoire, англ. Derry City Football Club) — североирландский футбольный клуб из города Дерри, графство Лондондерри, Северная Ирландия. Основан в 1928 году. Домашние матчи команда проводит на арене «Брэндивелл» общей вместимостью 3 700 зрителей. Действующий участник Премьер лиги, высшего дивизиона чемпионата Ирландии по футболу.
Единственный клуб из Северной Ирландии, выступающий в ирландском первенстве.

## История клуба
Клуб был основан в 1928 году и с тех пор неизменно участвовал в чемпионате Северной Ирландии. В сезоне 1964/65 впервые в своей истории «Дерри Сити» стал чемпионом Северной Ирландии по футболу.
В конце 1960-х годах в Северной Ирландии началась новая волна беспорядков. Эпицентром проблем тогда стал Лондондерри и его футбольный клуб «Дерри Сити», игравший на стадионе «Брэндивелл», расположенный в католическом районе «Богсайд». С 1968 по 1972 год матчи с участием «Дерри Сити» регулярно переносились или откладывались из-за отсутствия гарантий их безопасности.
Несмотря на то, что «Дерри Сити» является националистически-католическим клубом, религия не имела значения, может ли игрок играть за «Дерри Сити» или нет. В «Дерри Сити» игроки были из обеих конфессий.
В 1971 году из-за этнических и политических волнений в Северной Ирландии по распоряжению ИФА клуб был вынужден проводить все домашние матчи на стадионе «Колрейна» в 50 километрах от Лондондерри, потому что многие протестантские команды отказывались приезжать в Лондондерри. Обострение ситуации и разногласия с руководством футбола по поводу возвращения на родной стадион вынудили клуб по окончании сезона 1971/72 13 октября выйти из состава лиги.
После выхода из чемпионата Северной Ирландии клуб выступал на любительском уровне. Каждый год «Дерри Сити» подавал заявку на возвращение в североирландскую лигу с разрешением играть на родном стадионе, но каждый раз получал отказ. Руководство клуба подозревало, что заявления «Дерри Сити» о приеме были отклонены по политическим и религиозным причинам. По этой причине руководство клуба обратило свой взор на юг.
Этот период в истории клуба получил название у болельщиков команды «Запущенные/пустынные годы» (Wilderness years).
С 1983 года клуб работал над проектом по переходу «Дерри Сити» в систему лиг Ирландии. Руководство ИФА хотела сорвать эти планы. Президент ИФА Гарри Каван заявил, что Устав ФИФА запрещает играть в лиге другой ассоциации. Но планы «Дерри Сити» получили поддержку со стороны футбольных клубов обеих ассоциаций. После того, как другие североирландские клубы высказались в поддержку перемен, в августе 1984 года в Дандолке состоялась встреча представителей обеих лиг. Северная Ирландская лига согласилась на запросы «Дерри Сити», хотя внутри лиги были опасения, что другие североирландские клубы также захотят перейти в ирландскую лигу.
После серии товарищеских матчей против ирландских клубов, таких как «Дандолк» и «Шемрок Роверс», «Дерри Сити» был проинформирован о том, что клуб будет принят во вновь созданный Первый дивизион Лиги Ирландии. Однако предварительным условием было то, что у ИФА не будет никаких возражений и что ФИФА даст свое согласие. Ни ФИФА, ни УЕФА не высказались против, и «Дерри Сити» смог вступить в ирландскую лигу. С переходом в Лигу Ирландии, клуб снова получил профессиональный статус.
В 1985 году, спустя 13 лет после выхода из состава футбольной лиги Северной Ирландии, «Дерри Сити» был заявлен в первый дивизион Ирландии, а уже на следующий год, в сезоне 1986/87 «Дерри Сити» занял первое место в своем дивизионе и впервые в истории вышел в ирландскую Премьер лигу.
Уже на второй год пребывания в элите, в сезоне 1988/89 «Дерри Сити» выиграл чемпионат Ирландии. Помимо чемпионата клуб одержал победы в национальном кубке и в кубке ирландской Лиги, оформив таким образом так называемый «золотой требл». Эта первая в истории ирландского футбола команда, выигравшая все три ирландских футбольных турнира за один сезон.
Большую часть времени команда провела в Премьер лиге, однако в 2009 году из-за финансовых проблем решением футбольной федерации Ирландии клуб был опущен в Первый дивизион. В следующем сезоне «Дерри Сити» выиграл первый дивизион и вернулся в Премьер лигу.
«Дерри Сити» является неизменным участником ирландской Премьер лиги и по числу завоеванных трофеев считается одним из самых титулованных ирландских клубов.

## Достижения клуба

### Северная Ирландия (до 1984)
- Премьер лига Северной Ирландии
  - Чемпион (1): 1964/65
  - Вице-чемпион (7): 1931/32, 1934/35, 1935/36, 1936/37, 1937/38, 1965/66, 1968/69
  - Бронзовый призёр (3): 1938/39, 1963/64, 1966/67
- Кубок Северной Ирландии
  - Победитель (3): 1948/49, 1953/54, 1963/64
  - Финалист (3): 1935/36, 1956/57, 1970/71

### Ирландия (с 1984)
- Премьер лига Ирландии
  - Чемпион (2): 1988/89, 1996/97
  - Вице-чемпион (6): 1989/90, 1991/92, 1994/95, 2005, 2006, 2023
  - Бронзовый призёр (3): 2008, 2011, 2016
- Первый дивизион Ирландии
  - Чемпион (2): 1986/87, 2010
- Кубок Ирландии
  - Победитель (6): 1988/89, 1994/95, 2002, 2006, 2012, 2022
  - Финалист (5): 1987/88, 1993/94, 1996/97, 2008, 2014
- Кубок ирландской Лиги
  - Победитель (11, рекорд): 1988/89, 1990/91, 1991/92, 1993/94, 1999/00, 2005,  2006, 2007, 2008, 2011, 2018
  - Финалист (3): 1989/90, 2001/02, 2019

## Выступления в еврокубках
| Сезон   | Турнир                      | Раунд                   | Соперник           | Дома | В гостях | Общий счёт |  |
| ------- | --------------------------- | ----------------------- | ------------------ | ---- | -------- | ---------- |  |
| 1964/65 | Кубок обладателей кубков    | Первый раунд            | Стяуа              | 0:2  | 0:3      | 0:5        |  |
| 1965/66 | Кубок европейских чемпионов | Предварительный раунд   | Люн                | 5:1  | 3:5      | 8:6        |  |
| 1965/66 | Кубок европейских чемпионов | Первый раунд            | Андерлехт          | –    | 0:9      | 0:9        |  |
| 1988/89 | Кубок обладателей кубков    | Первый раунд            | Кардифф Сити       | 0:0  | 0:4      | 0:4        |  |
| 1989/90 | Кубок европейских чемпионов | Первый раунд            | Бенфика            | 1:2  | 0:4      | 1:6        |  |
| 1990/91 | Кубок УЕФА                  | Первый раунд            | Витесс             | 0:1  | 0:0      | 0:1        |  |
| 1992/93 | Кубок УЕФА                  | Первый раунд            | Витесс             | 1:2  | 0:3      | 1:5        |  |
| 1995/96 | Кубок обладателей кубков    | Предварительный раунд   | Локомотив (София)  | 1:0  | 0:2      | 1:2        |  |
| 1997/98 | Лига чемпионов УЕФА         | Первый отборочный раунд | Марибор            | 0:2  | 0:1      | 0:3        |  |
| 2003/04 | Кубок УЕФА                  | Предварительный раунд   | АПОЭЛ              | 0:3  | 1:2      | 1:5        |  |
| 2006/07 | Кубок УЕФА                  | Первый отборочный раунд | Гётеборг           | 1:0  | 1:0      | 2:0        |  |
| 2006/07 | Кубок УЕФА                  | Второй отборочный раунд | Гретна             | 2:2  | 5:1      | 7:3        |  |
| 2006/07 | Кубок УЕФА                  | Первый раунд            | Пари Сен-Жермен    | 0:0  | 0:2      | 0:2        |  |
| 2007/08 | Лига чемпионов УЕФА         | Первый отборочный раунд | Пюник              | 0:0  | 0:2      | 0:2        |  |
| 2009/10 | Лига Европы УЕФА            | Второй отборочный раунд | Сконто             | 1:0  | 1:1      | 2:1        |  |
| 2009/10 | Лига Европы УЕФА            | Третий отборочный раунд | ЦСКА (София)       | 1:1  | 0:1      | 1:2        |  |
| 2013/14 | Лига Европы УЕФА            | Второй отборочный раунд | Трабзонспор        | 0:3  | 2:4      | 2:7        |  |
| 2014/15 | Лига Европы УЕФА            | Первый отборочный раунд | Аберистуит Таун    | 4:0  | 5:0      | 9:0        |  |
| 2014/15 | Лига Европы УЕФА            | Второй отборочный раунд | Шахтёр (Солигорск) | 0:1  | 1:5      | 1:6        |  |
| 2017/18 | Лига Европы УЕФА            | Первый отборочный раунд | Мидтьюлланд        | 1:4  | 1:6      | 2:10       |  |
| 2018/19 | Лига Европы УЕФА            | Первый отборочный раунд | Динамо (Минск)     | 0:2  | 2:1      | 2:3        |  |
| 2020/21 | Лига Европы УЕФА            | Первый отборочный раунд | Ритеряй            | -    | 2:3      | 2:3        |  |